# Нижньосортимський
Нижньосорти́мський (рос. Нижнесортымский) — селище у складі Сургутського району Ханти-Мансійського автономного округу Тюменської області, Росія. Адміністративний центр та єдиний населений пункт Нижньосортимського сільського поселення.
Населення — 12485 осіб (2017, 10314 у 2010, 10572 у 2002).
Національний склад станом на 2002 рік: росіяни — 58 %.